# Depot von Okna
Das Depot von Okna (auch Hortfund von Okna) ist ein Depotfund der frühbronzezeitlichen Aunjetitzer Kultur aus Okna im Liberecký kraj, Tschechien. Es datiert in die Zeit zwischen 2000 und 1800 v. Chr. Das Depot befindet sich heute im Nationalmuseum in Prag.

## Fundgeschichte
Das Depot wurde vor 1900 entdeckt. Die genaue Fundstelle und die Fundumstände sind unbekannt.

## Zusammensetzung
Das Depot besteht aus zwei Bronzegegenständen: einem Vollgriffdolch und einer Dolchklinge. Der Dolch hat einen unverzierten Griff, der aus zwei identischen Teilen zusammengesetzt und durch fünf Nieten mit der Heftplatte verbunden ist. Die einzelne Klinge weist zwölf Nietlöcher auf. Beide Klingen weisen im oberen Bereich eine Rille mit einem Dekor aus schräg schraffierten Dreiecken auf.